# Тайские цифры
Тайские ци́фры — знаки, использующиеся для записи чисел в тайском языке. Система счёта — десятичная позиционная. Собственно тайские цифры употребляются наряду с арабскими, при этом благодаря вестернизации Таиланда повсеместно в быту арабские цифры употребляются чаще; тайские числительные используются, в основном, лишь в официальных документах. Начертание тайских числительных взаимопонятно с кхмерскими числительными и частично с лаосскими числительными.

## Знаки цифр
Благодаря тому что в тайском языке название цифры 5 звучит как «ха», то есть созвучно с проявлением смеха, то в тайской культуре (например в переписке, в месенджерах и т. д.) повсеместно принято применять три пятерки «555» (или более) для выражения восторга, смеха и как замену улыбающимся смайликам.